# Arco de los Sergios

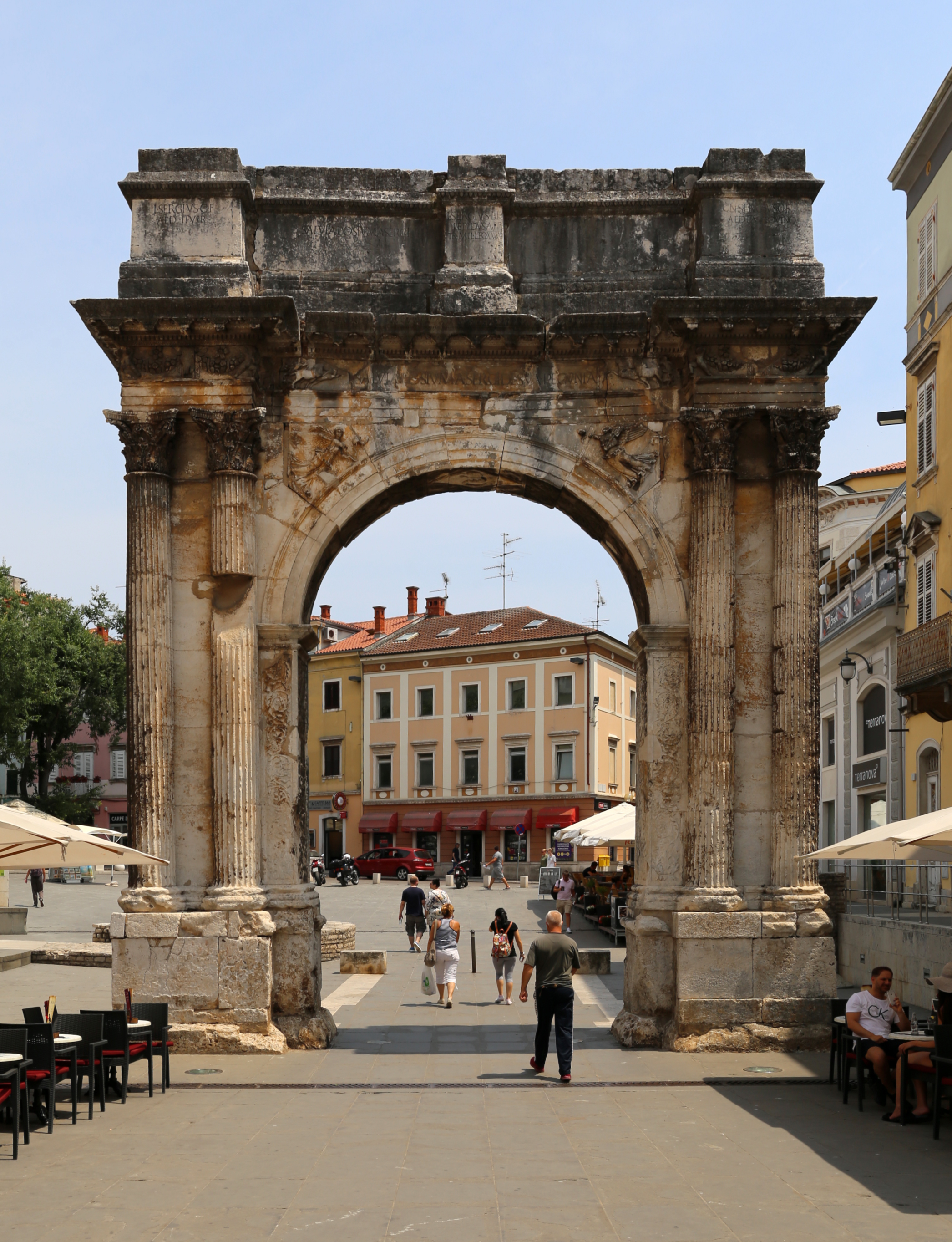
Cara exterior del arco de los Sergios en Pula, adosado originalmente a una puerta de la muralla.

El arco de los Sergios es un arco triunfal romano de finales del siglo I a. C. construido adosado a la muralla de la ciudad de la antigua Colonia Pietas Iulia Pola Pollentia Herculanea (Pula, Croacia).

## Historia y descripción
Este arco triunfal fue construido a expensas de Salvia Postumia, tal como indica la inscripción dedicatoria del monumento en honor de su esposo Lucio Sergio Lépido, edil de la colonia y Tribunus militum de la Legio XXIX, que participó en el bando de Octavio en la batalla de Actium de 30 a. C. y fue disuelta poco después, antes de 27 a. C., y de sus parientes Lucio Sergio, hijo de Cayo, edil y duoviro de la colonia, y de Cneo Sergio, hijo de cayo, hermano del anterior, edil y duoviro quinquenal de la misma colonia. Esto indica que los Sergios eran una de las familias más prominentes de la Pula romana y que habían unido sus destino en la última guerra civil romana entre Marco Antonio y Octavio a este último, lo que les reportó la riqueza y el prestigio suficientes como para erigir este arco
Su edificación se atribuye al período comprendido entre los años 25 y 10 a. C.
El arco fue construido adosado a la perte interior de una de las puerta de la muralla de ciudad, conocida con el nombre de Porta Aurea, por lo que solamente esta decorado por el lado que mira al interior del tejido urbano, mientras que el lado exterior está acabado de forma rústica, ya que no estaba pensado para ser visto, lo que ocurre en la actualidad después de que en 1829 la puerta y parte de la muralla fueran demolidas.
Tiene un único vano de 8 m de altura por 4,5 m de ancho. Esta flanqueado por dos parejas de columnas de orden corintio adosadas a la obra, de la que sobresalen las 3/4 partes de su circunferencia, y soportan  un entablamento donde se encuentran colocadas las tres inscripciones de dedicatoria. Por encima, en la cornisa sobresalen tres basas sobre las que se supone que se colocaron las tres estatuas de los Sergios honrados con este monumento.
La decoración se completa con relieves con Victorias aladas en las pechinas de los arcos, en el friso con cupidos, guirnaldas y bucráneos sobre los pares de columnas, por pámpanos con racimos en las partes verticales del arco y en el intradós por un entramado romboidal con flores hexapétalas y octopétalas, y en la clave del arco aparece un medallón con un ágila, el emblema de Júpiter y Roma por antonomasia, cazando una serpiente, que, tal vez, representa al Egipto de Cleopatra, la amante y aliada del derrotado Marco Antonio.
Este arco ha inspirado a numerosos artistas, particularmente a Miguel Ángel.

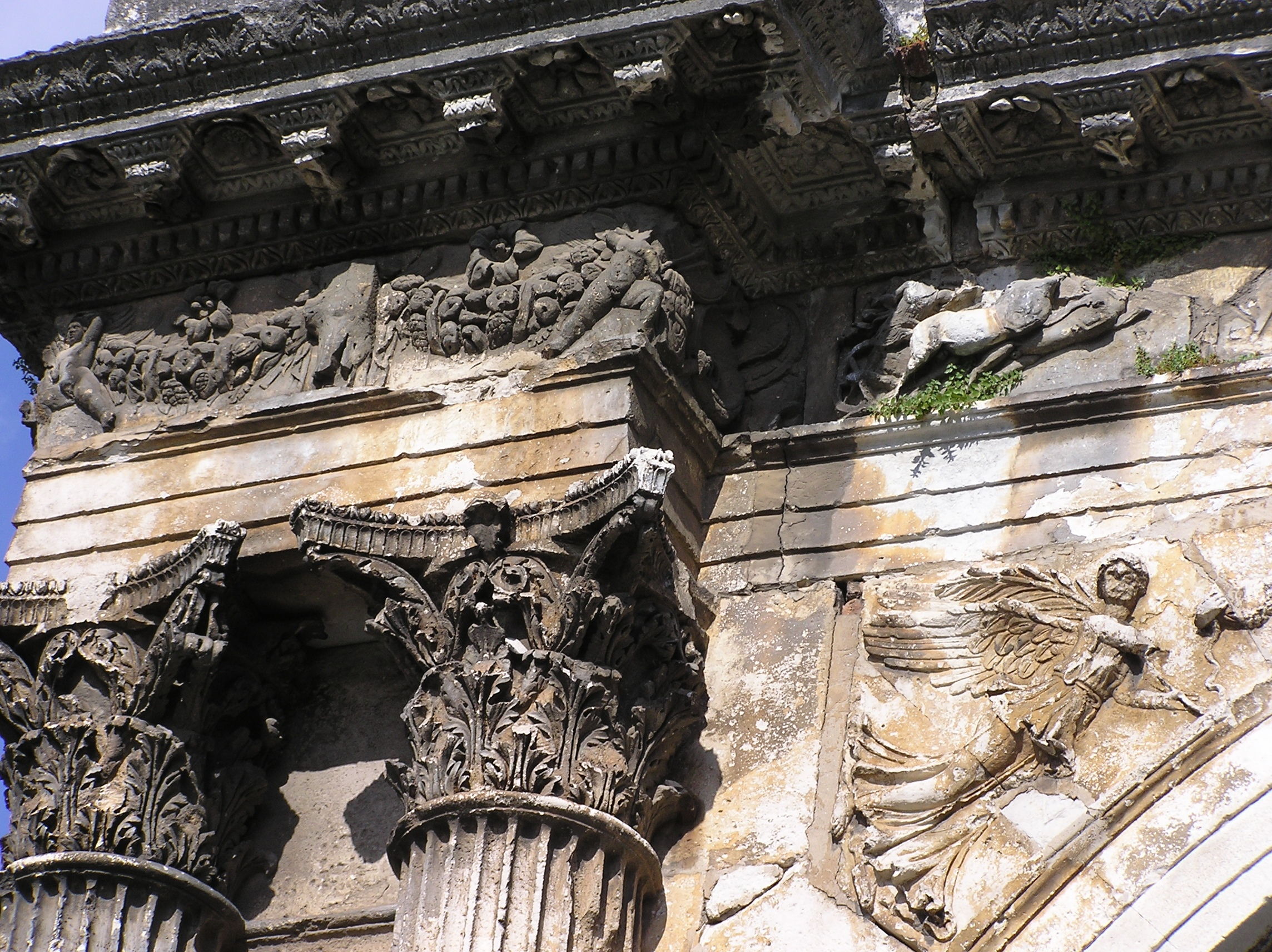
Entablamento y capiteles.
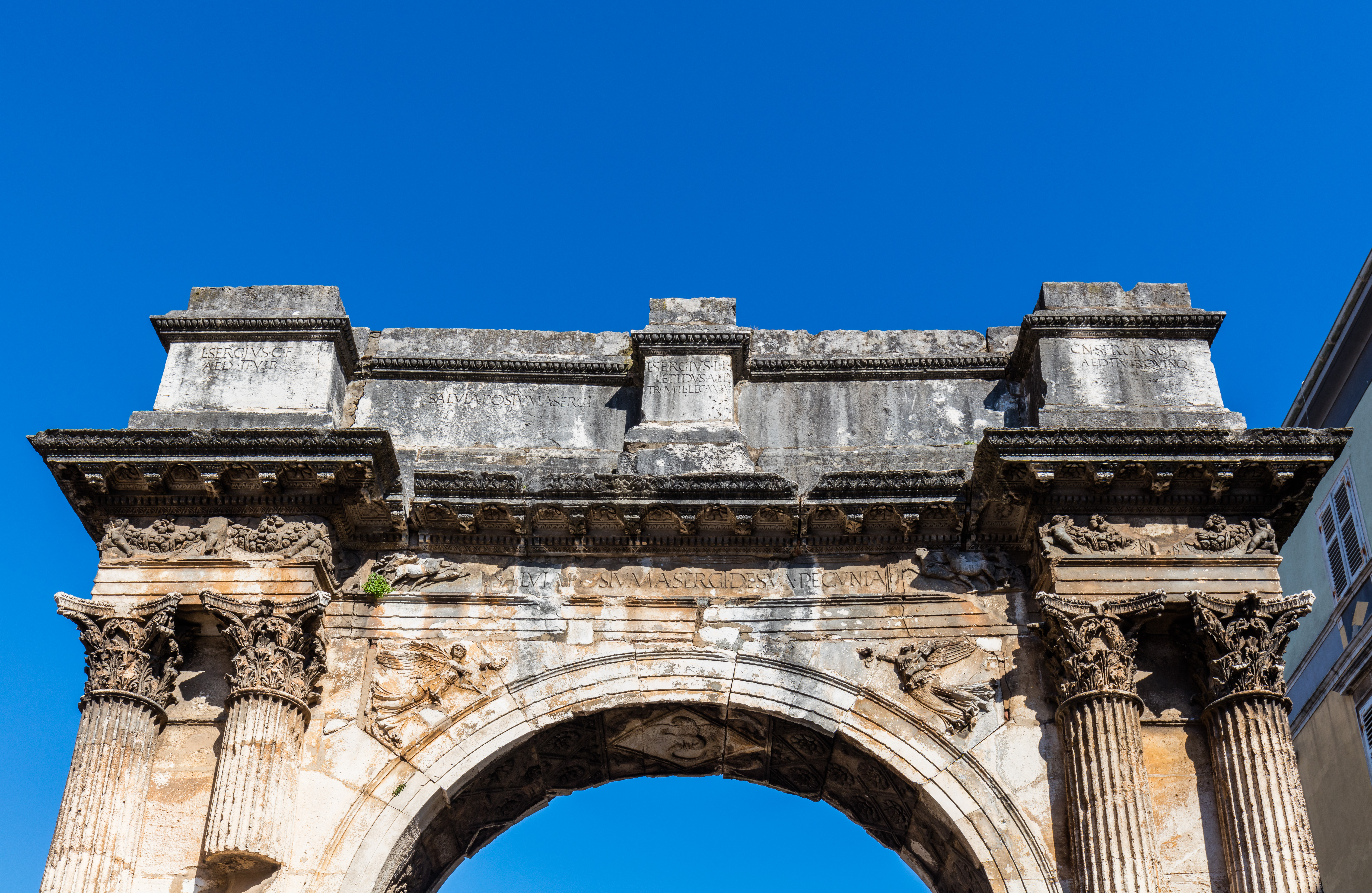
Detalle de la parte superior del arco.
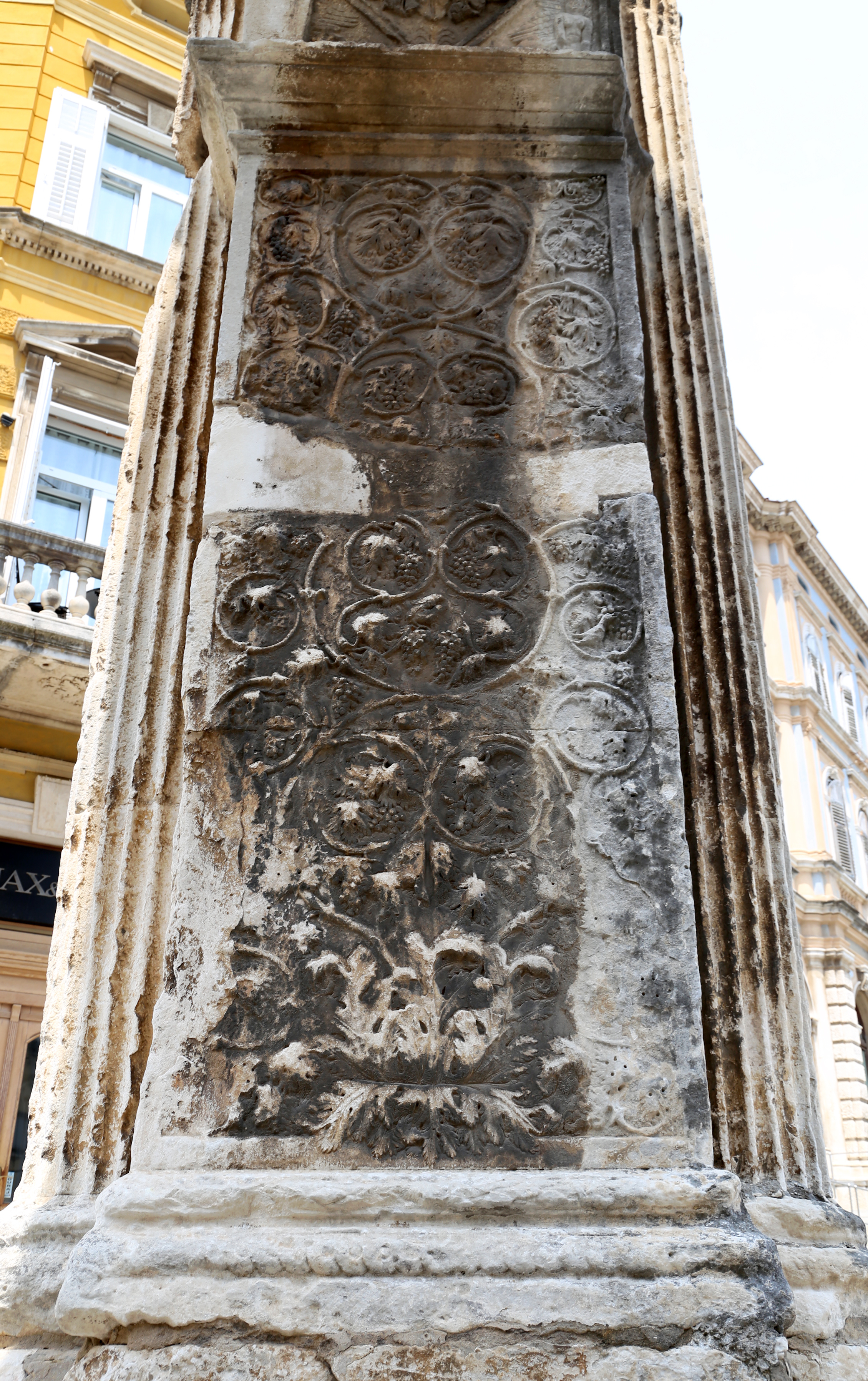
Detalle del interior del arco.
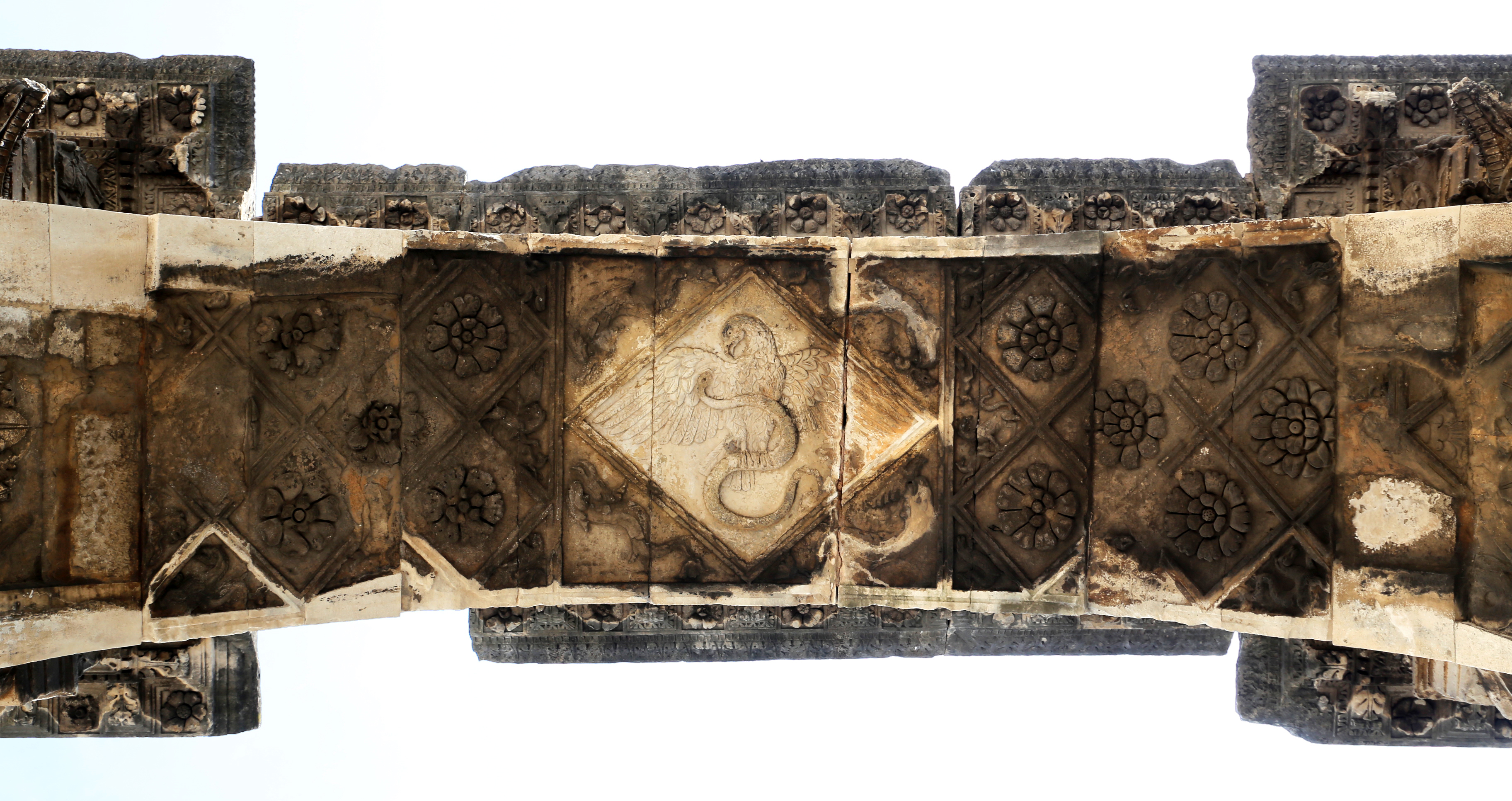
Decoración interior del arco.